# 兰普拉斯
兰普拉斯（法語：Rimplas，法語發音：[ʁɛ̃plas]）是法国滨海阿尔卑斯省的一个市镇，位于该省中北部，属于尼斯区。

## 地理
兰普拉斯（44°3'49"N, 7°7'48"E）面积24.95 平方千米，位于法国普罗旺斯-阿尔卑斯-蓝色海岸大区滨海阿尔卑斯省，该省份为法国东南部沿海省份，南濒地中海，西南至瓦尔省，西北接上普罗旺斯阿尔卑斯省，北部和东部与意大利接壤。
与兰普拉斯接壤的市镇（或旧市镇、城区）包括：伊隆斯、蒂内河畔圣索沃尔、瓦尔德布洛尔。
兰普拉斯的时区为UTC+01:00、UTC+02:00（夏令时）。

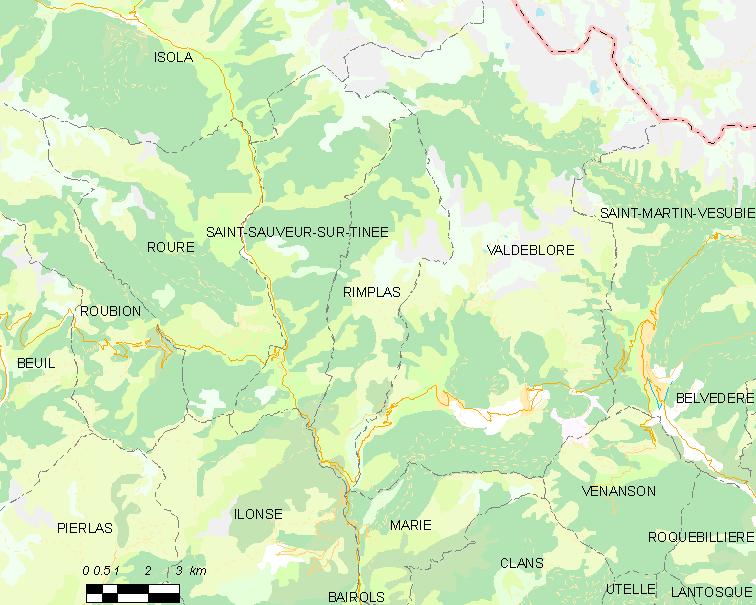
兰普拉斯的OSM定位图

## 行政
兰普拉斯的邮政编码为06420，INSEE市镇编码为06102。

## 政治
兰普拉斯所属的省级选区为图雷特勒旺斯县。

## 人口

1962-2008年间兰普拉斯人口变化图示

兰普拉斯于2022年1月1日时的人口数量为154人。